# Frank Bochow
Frank Bochow (* 12. August 1937 in Dresden; † 10. April 2012 in Berlin) war ein deutscher Diplomat. Er war Botschafter der DDR in Portugal.

## Leben
Bochow war ein Sohn des 1942 durch die Nationalsozialisten in Plötzensee hingerichteten kommunistischen Widerstandskämpfers Herbert Bochow. Von 1955 bis 1961 studierte er Staatswissenschaften am Institut für Internationale Beziehungen in Moskau mit Abschluss als Diplomstaatswissenschaftler. Seit 1961 übte er leitende Funktionen im Zentralrat der FDJ aus und war von 1963 bis 1965 Vertreter der FDJ im WBDJ in Budapest, von 1965 bis 1976 war er Sekretär für internationale Verbindungen im Zentralrat der FDJ.
Ab 1976 arbeitet Bochow in der Abteilung Westeuropa des Ministeriums für Auswärtige Angelegenheiten der DDR und war von 1977 bis 1982 als Botschafter in Lissabon eingesetzt.
Von 1982 bis 1989 arbeitete Bochow im Bundesvorstand des FDGB als Sekretär für internationale Verbindungen. Von 1986 bis 1989 war er Abgeordneter der Volkskammer der DDR und stellvertretender Vorsitzender des Ausschusses für Auswärtige Angelegenheiten.
Von 1984 bis 1989 war er Vizepräsident des Friedensrates der DDR und von 1986 bis 1989 Mitglied des Generalrates und des Büros des Weltgewerkschaftsbundes.
Nach 1990 war Bochow als Reiseleiter für ein Reisebüro tätig. Dem FDGB gehörte Bochow seit 1955 an; Mitglied der SED war er seit 1956.
Frank Bochow starb im April 2012 im Alter von 74 Jahren in Berlin. Sein Grab befindet sich auf dem Friedhof der Dorotheenstädtischen und Friedrichswerderschen Gemeinden in Berlin-Mitte (Feld CU).

## Auszeichnungen
- Vaterländischer Verdienstorden in Bronze (1971),[3] in Gold (1973)[4]
- Stern der Völkerfreundschaft in Silber (1987)